# Raw (marca da WWE)
Raw é uma marca da promoção de luta livre profissional americana WWE que foi estabelecida em 25 de março de 2002. Marcas são divisões da lista da WWE onde os lutadores são designados para se apresentar semanalmente quando uma extensão de marca está em vigor. Os lutadores designados para o Raw aparecem principalmente no programa de televisão semanal da marca, Monday Night Raw, também conhecido simplesmente como Raw. É uma das duas principais marcas da WWE, juntamente com o SmackDown, coletivamente referido como o plantel principal da WWE. A marca foi descontinuada por um período entre agosto de 2011 e julho de 2016.
Além do principal programa de televisão do Raw, lutadores menos utilizados também aparecem no programa complementar da marca, Main Event. Os lutadores do Raw também se apresentam nos eventos pay-per-view e transmissão ao vivo de marca e co-marca. Durante a primeira divisão da marca (2002–2011), os lutadores do Raw também competiram no antigo show complementar, Heat, e na ECW em um programa de troca de talentos com a antiga marca ECW, enquanto durante a segunda divisão da marca (2016–presente), o lutadores da marca apareceram nos eventos interbrand Worlds Collide e Mixed Match Challenge. Além disso, durante a segunda divisão, os lutadores cruiserweight do Raw competiram no 205 Live quando a divisão cruiserweight revivida da WWE era exclusiva do Raw de 2016 a 2018, antes do 205 Live se tornar sua própria marca.

## História

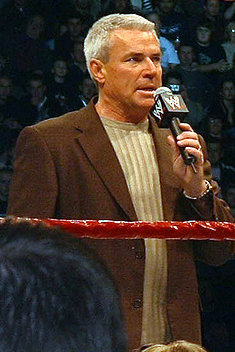
Eric Bischoff foi o primeiro gerente geral do Raw.

### Primeira divisão (2002–2011)
No início e meados de 2002, a World Wrestling Federation (WWF) passou por um processo que eles chamaram de "extensão de marca". A WWF se dividiu em duas promoções de wrestling de fato com escalações, histórias e figuras de autoridade separadas. Raw e SmackDown! hospedaria cada divisão, daria seu nome à divisão e essencialmente competiria entre si. A separação surgiu como resultado da WWF comprar seus dois maiores competidores, World Championship Wrestling (WCW) e Extreme Championship Wrestling (ECW); e a subsequente duplicação do seu plantel e campeonatos. A extensão da marca foi anunciada publicamente por Linda McMahon durante uma transmissão do Raw em 25 de março e se tornou oficial no dia seguinte.
Na época, isso excluía o Campeonato Indiscutível da WWE e o Campeonato Feminino da WWE original, pois esses títulos da WWE seriam defendidos em ambos os shows. Em setembro de 2002, o então Campeão Indiscutível da WWE, Brock Lesnar, recusou-se a defender o título no Raw, fazendo com que seu título se tornasse exclusivo do SmackDown. Na semana seguinte no Raw, o gerente geral do Raw, Eric Bischoff, concedeu um recém-instituído Campeonato Mundial dos Pesos Pesados ao desafiante número um do Raw, Triple H. Como o Campeonato Indiscutível da WWE era agora um título exclusivo do SmackDown, não era mais referido como "indiscutível". Depois disso, o Campeonato Feminino da WWE original logo se tornou um título exclusivo do Raw também. Como resultado da extensão da marca, um "draft lottery" anual foi instituído para trocar membros de cada lista e geralmente atualizar as escalações.
Raw foi a casa de muitas estrelas da WWE, incluindo Triple H, Ric Flair, Batista, Randy Orton, Chris Benoit, Goldberg, Chris Jericho, Christian, Shawn Michaels, John Cena, Kane, Trish Stratus, Lita e Stacy Keibler.
O draft de 2005 foi realizado no episódio de 6 de junho do Raw. A primeira escolha da loteria do draft foi o então Campeão da WWE John Cena, movendo assim o Campeonato da WWE para o Raw e tendo dois títulos na marca. Eventualmente, o então Campeão Mundial dos Pesos Pesados Batista foi convocado para o SmackDown como a última escolha do draft, deixando apenas o Campeonato da WWE no Raw. Na loteria do draft de 2008, CM Punk foi convocado para o Raw e depois ganhou o Campeão Mundial dos Pesos Pesados de Edge, que era um lutador do SmackDown. Triple H, que era o Campeão da WWE na época, foi convocado para o SmackDown, enquanto Kane, que era o então Campeão da ECW, foi convocado para o Raw. Após a loteria do draft em 2009, o Campeonato da WWE foi trazido de volta ao Raw quando Triple H foi draftado do SmackDown enquanto o Campeonato Mundial dos Pesos Pesados foi trazido de volta ao SmackDown quando Edge derrotou John Cena para ganhar o título no Backlash.
No episódio do Raw de 29 de agosto de 2011, foi anunciado que os lutadores do Raw e do SmackDown não eram mais exclusivos de suas respectivas marcas. Posteriormente, campeonatos anteriormente exclusivos de um show ou outro estavam disponíveis para lutadores de qualquer show para competir - isso marcaria o fim da extensão da marca, pois toda a programação e eventos ao vivo apresentavam a lista completa da WWE. Em uma entrevista de 2013 com Advertising Age, Stephanie McMahon explicou que a decisão da WWE de encerrar a extensão da marca foi devido a querer que seu conteúdo fluísse através da televisão e plataformas online.

### Segunda divisão (2016–presente)
Em 25 de maio de 2016, foi anunciado que a WWE reintroduziria a divisão da marca em julho, com listas distintas para Raw e SmackDown. No episódio de 11 de julho do Raw, Vince McMahon nomeou Stephanie McMahon a Comissária do Raw. O draft aconteceu na estreia ao vivo do SmackDown em 19 de julho, com os gerentes gerais das respectivas marcas escolhendo a dedo os lutadores para suas marcas. A comissária do Raw Stephanie McMahon e o gerente geral Mick Foley criaram um novo campeonato - o Campeonato Universal da WWE. Este campeonato seria exclusivo da marca Raw, já que o Campeonato Mundial da WWE havia se tornado exclusivo da marca SmackDown. Clash of Champions foi programado como a reintrodução da divisão cruiserweight e o primeiro pay-per-view exclusivo do Raw desde janeiro de 2007, enquanto o Elimination Chamber foi programado como o pay-per-view final exclusivo do Raw dois anos depois. Posteriormente, isso viu todos os próximos pay-per-views interbrands após a WrestleMania 34.
A partir de dezembro de 2021, os talentos do Raw começam a aparecer no NXT 2.0. Dave Meltzer da Wrestling Observer Radio relatou que um crossover entre Raw-NXT entre seus talentos como forma de ajudar a aumentar as classificações do NXT 2.0, já que ambos os programas vão ao ar na USA Network.

## Campeões
Inicialmente, o Campeonato Indiscutível da WWE e o Campeonato Feminino da WWE original estavam disponíveis para ambas as marcas. Os outros campeonatos eram exclusivos da marca da qual o campeão fazia parte. Quando a extensão da marca começou, Raw recebeu o Campeonato Intercontinental e o Campeonato Europeu quando seus respectivos titulares foram selecionados. Em setembro de 2002, o Campeonato Indiscutível da WWE tornou-se o Campeonato da WWE novamente e foi transferido para o SmackDown, levando o gerente geral do Raw Eric Bischoff a criar o Campeonato Mundial dos Pesos Pesados para o Raw. Pouco tempo depois, Raw se tornou a marca exclusiva para o Campeonato Mundial de Duplas, o Campeonato Intercontinental e o Campeonato Feminino da WWE original.
Em 19 de julho de 2016, a extensão da marca foi trazida de volta e pela primeira vez o draft foi realizado no SmackDown Live. Raw draftou o Campeonato Feminino da WWE, o Campeonato dos Estados Unidos e o Campeonato de Duplas da WWE. Com o Campeonato da WWE sendo defendido exclusivamente no SmackDown, Stephanie McMahon e Mick Foley introduziram o Campeonato Universal da WWE para ser o título mundial do Raw. No Crown Jewel em 31 de outubro de 2019, o lutador do SmackDown "The Fiend" Bray Wyatt venceu o Campeonato Universal da WWE, levando o título para o SmackDown. No episódio da noite seguinte do SmackDown, o Campeão da WWE Brock Lesnar saiu do SmackDown e mudou-se para o Raw, trazendo o título com ele. Um novo Campeonato Mundial de Pesos Pesados foi criado para o Raw depois que o Campeão Universal Indiscutível da WWE Roman Reigns foi transferido para o SmackDown em 2023.

### Atuais campeonatos
| Raw                                         | Raw             | Raw                                         | Raw      | Raw                 | Raw          | Raw                     | Raw | Raw           |
| Campeonato                                  | Atuais campeões | Atuais campeões                             | Reinado  | Data vencida        | Dias retidos | Localização             | Notas | Ref.          |
| ------------------------------------------- | --------------- | ------------------------------------------- | -------- | ------------------- | ------------ | ----------------------- | --- | ------------- |
| Campeonato Mundial dos Pesos Pesados        |                 | Gunther                                     | 2        | 9 de junho de 2025  | 37+          | Phoenix, Arizona        | Derrotou Jey Uso no Raw. | [ 19 ]        |
| Campeonato Mundial Feminino                 |                 | Naomi                                       | 3        | 13 de julho de 2025 | 3+           | Atlanta, Geórgia        | Derrotou a campeã anterior Iyo Sky e Rhea Ripley no Evolution, na luta de cash-in do Money in the Bank de Naomi; ela usou a maleta durante uma luta individual entre Sky e Ripley, transformando-a em uma luta triple threat.                                                      | [ 20 ]        |
| Campeonato Intercontinental da WWE          |                 | Dominik Mysterio                            | 1        | 20 de abril de 2025 | 87+          | Paradise, Nevada        | Derrotou o campeão anterior Bron Breakker, Penta e Finn Bálor, em quem ele fez o pin, em uma luta fatal four-way na Noite 2 da WrestleMania 41. | [ 21 ]        |
| Campeonato Intercontinental Feminino da WWE |                 | Becky Lynch                                 | 1        | 7 de junho de 2025  | 39+          | Inglewood, Califórnia   | Derrotou Lyra Valkyria no Money in the Bank. | [ 22 ]        |
| Campeonato Mundial de Duplas                |                 | The Judgment Day (Finn Bálor e JD McDonagh) | 4 (4, 2) | 30 de junho de 2025 | 16+          | Paradise, Nevada        | Derrotaram The New Day (Kofi Kingston e Xavier Woods) no Raw. | [ 23 ]        |
| Campeonato de Duplas Femininas da WWE       |                 | Raquel Rodriguez e Roxanne Perez †          | 1 (6, 1) | 30 de junho de 2025 | 16+          | Pittsburgh, Pensilvânia | Originalmente, Rodriguez e Liv Morgan derrotaram Becky Lynch e Lyra Valkyria no Raw de 21 de abril de 2025. No entanto, devido a uma lesão legítima sofrida por Morgan, Perez a substituiu no Raw de 30 de junho de 2025; a WWE considera este um reinado separado para Rodriguez. | [ 24 ] [ 25 ] |

- Nota – O Campeonato de Duplas Femininas da WWE é defendido no Raw, SmackDown e NXT.

### Campeonatos ativos anteriores
| Campeonato                           | Tempo na marca                               |
| ------------------------------------ | -------------------------------------------- |
| Campeonato Universal da WWE          | 21 de agosto de 2016 — 31 de outubro de 2019 |
| Campeonato da WWE                    | 4 de novembro de 2019 — 28 de abril de 2023  |
| Campeonato Feminino da WWE (Atual)   | 19 de julho de 2016 — 28 de abril de 2023    |
| Campeonato dos Estados Unidos da WWE | 22 de abril de 2019 — 1 de maio de 2023      |

### Campeonatos anteriores
| Campeonato                                      | Tempo na marca |
| ----------------------------------------------- | --- |
| Campeonato Europeu da WWE                       | 25 de março de 2002 — 22 de julho de 2002                                                                                          |
| Campeonato Hardcore da WWE                      | 26 de março de 2002 — 26 de agosto de 2002                                                                                         |
| Campeonato da ECW                               | 23 de junho de 2008 — 29 de junho de 2008                                                                                          |
| Campeonato Mundial de Duplas (Original)         | 29 de julho de 2002 — 13 de dezembro de 2008                                                                                       |
| Campeonato Feminino da WWE (Original)           | 24 de setembro de 2002 — 13 de abril de 2009                                                                                       |
| Campeonato Million Dollar                       | 5 de abril de 2010 — 15 de novembro de 2010                                                                                        |
| Campeonato Mundial dos Pesos Pesados (Original) | 2 de setembro de 2002 — 28 de junho de 2005 30 de junho de 2008 — 15 de fevereiro de 2009 5 de abril de 2009 — 26 de abril de 2009 |
| Campeonato das Divas da WWE                     | 13 de abril de 2009 — 19 de setembro de 2010                                                                                       |
| Campeonato Cruiserweight da WWE                 | 14 de setembro de 2016 — 4 de abril de 2018                                                                                        |
| Campeonato 24/7 da WWE                          | 20 de maio de 2019 — 9 de novembro de 2022                                                                                         |

## Eventos pay-per-view e WWE Network

### Eventos da primeira extensão de marca
| Data                   | Evento                | Local                   | Localização                  | Evento principal |
| ---------------------- | --------------------- | ----------------------- | ---------------------------- | --- |
| 4 de maio de 2002      | Insurrextion          | Wembley Arena           | Londres, Inglaterra          | Triple H vs. The Undertaker |
| 7 de junho de 2003     | Insurrextion          | Telewest Arena          | Newcastle, Inglaterra        | Triple H (c) vs. Kevin Nash em uma luta Street Fight pelo Campeonato Mundial dos Pesos Pesados |
| 15 de junho de 2003    | Bad Blood             | Compaq Center           | Houston, Texas               | Triple H (c) vs. Kevin Nash em uma luta Hell in a Cell pelo Campeonato Mundial dos Pesos Pesados com Mick Foley como árbitro convidado especial                                                               |
| 21 de setembro de 2003 | Unforgiven            | Giant Center            | Hershey, Pensilvânia         | Triple H (c) vs. Goldberg em uma luta Título vs. Carreira pelo Campeonato Mundial dos Pesos Pesados Se Triple H fosse desqualificado ou descartado, ele perderia o título                                     |
| 14 de dezembro de 2003 | Armageddon            | TD Waterhouse Center    | Orlando, Flórida             | Goldberg (c) vs. Kane vs. Triple H em uma luta Triple Threat pelo Campeonato Mundial dos Pesos Pesados |
| 18 de abril de 2004    | Backlash              | Rexall Place            | Edmonton, Alberta, Canada    | Chris Benoit (c) vs. Triple H vs. Shawn Michaels em uma luta Triple Threat pelo Campeonato Mundial dos Pesos Pesados                                                                                          |
| 13 de junho de 2004    | Bad Blood             | Nationwide Arena        | Columbus, Ohio               | Triple H vs. Shawn Michaels em uma luta Hell in a Cell |
| 11 de julho de 2004    | Vengeance             | Hartford Civic Center   | Hartford, Connecticut        | Chris Benoit (c) vs. Triple H pelo Campeonato Mundial dos Pesos Pesados |
| 12 de setembro de 2004 | Unforgiven            | Rose Garden Arena       | Portland, Oregon             | Randy Orton (c) vs. Triple H pelo Campeonato Mundial dos Pesos Pesados |
| 19 de outubro de 2004  | Taboo Tuesday         | Bradley Center          | Milwaukee, Wisconsin         | Randy Orton vs. Ric Flair em uma luta Steel Cage |
| 9 de janeiro de 2005   | New Year's Revolution | Coliseo de Puerto Rico  | San Juan, Porto Rico         | Batista vs. Chris Benoit vs. Chris Jericho vs. Edge vs. Randy Orton vs. Triple H em uma Elimination Chamber pelo vago Campeonato Mundial dos Pesos Pesados com Shawn Michaels como árbitro convidado especial |
| 1º de maio de 2005     | Backlash              | Verizon Wireless Arena  | Manchester, New Hampshire    | Batista (c) vs. Triple H pelo Campeonato Mundial dos Pesos Pesados |
| 26 de junho de 2005    | Vengeance             | Thomas & Mack Center    | Paradise, Nevada             | Batista (c) vs. Triple H em uma luta Hell in a Cell pelo Campeonato Mundial dos Pesos Pesados |
| 18 de setembro de 2005 | Unforgiven            | Ford Center             | Oklahoma City, Oklahoma      | John Cena (c) vs. Kurt Angle pelo Campeonato da WWE |
| 1 de novembro de 2005  | Taboo Tuesday         | iPayOne Center          | San Diego, California        | John Cena (c) vs. Kurt Angle vs. Shawn Michaels em uma luta Triple Threat pelo Campeonato da WWE |
| 8 de janeiro de 2006   | New Year's Revolution | Pepsi Arena             | Albany, Nova York            | John Cena (c) vs. Edge pelo Campeonato da WWE Este foi o jogo de cash-in do Money in the Bank de Edge |
| 30 de abril de 2006    | Backlash              | Rupp Arena              | Lexington, Kentucky          | John Cena (c) vs. Edge vs. Triple H em uma luta Triple Threat pelo Campeonato da WWE |
| 25 de junho de 2006    | Vengeance             | Charlotte Bobcats Arena | Charlotte, Carolina do Norte | D-Generation X (Shawn Michaels e Triple H) vs. The Spirit Squad (Johnny, Kenny, Mikey, Mitch and Nicky) em uma luta handicap 2 contra 5                                                                       |
| 17 de setembro de 2006 | Unforgiven            | Air Canada Centre       | Toronto, Ontario, Canada     | Edge (c) vs. John Cena em uma luta Tables, Ladders, and Chairs pelo Campeonato da WWE |
| 5 de novembro de 2006  | Cyber Sunday          | U.S. Bank Arena         | Cincinnati, Ohio             | King Booker (c) vs. Big Show vs. John Cena em uma luta Triple Threat pelo Campeonato Mundial dos Pesos Pesados                                                                                                |
| 7 de janeiro de 2007   | New Year's Revolution | Kemper Arena            | Kansas City, Missouri        | John Cena (c) vs. Umaga pelo Campeonato da WWE |

### Eventos da segunda extensão de marca
| Data                    | Evento                        | Local                    | Localização             | Evento principal |
| ----------------------- | ----------------------------- | ------------------------ | ----------------------- | --- |
| 25 de setembro de 2016  | Clash of Champions            | Bankers Life Fieldhouse  | Indianápolis, Indiana   | Kevin Owens (c) vs. Seth Rollins pelo Campeonato Universal da WWE |
| 30 de outubro de 2016   | Hell in a Cell                | TD Garden                | Boston, Massachusetts   | Sasha Banks (c) vs Charlotte Flair em uma luta Hell in a Cell pelo Campeonato Feminino do Raw da WWE                                                                                                 |
| 18 de dezembro de 2016  | Roadblock: End of the Line    | PPG Paints Arena         | Pittsburgh, Pensilvânia | Kevin Owens (c) vs. Roman Reigns pelo Campeonato Universal da WWE |
| 5 de março de 2017      | Fastlane                      | Bradley Center           | Milwaukee, Wisconsin    | Kevin Owens (c) vs. Goldberg pelo Campeonato Universal da WWE |
| 30 de abril de 2017     | Payback                       | SAP Center               | São José, Califórnia    | Braun Strowman vs. Roman Reigns |
| 4 de junho de 2017      | Extreme Rules                 | Royal Farms Arena        | Baltimore, Maryland     | Bray Wyatt vs. Finn Bálor vs. Roman Reigns vs. Samoa Joe vs. Seth Rollins em uma luta Extreme Rules para determinar o desafiante número 1 ao Campeonato Universal da WWE                             |
| 9 de julho de 2017      | Great Balls of Fire           | American Airlines Center | Dallas, Texas           | Brock Lesnar (c) vs. Samoa Joe pelo Campeonato Universal da WWE |
| 24 de setembro de 2017  | No Mercy                      | Staples Center           | Los Angeles, California | Brock Lesnar (c) vs. Braun Strowman pelo Campeonato Universal da WWE |
| 22 de outubro de 2017   | TLC: Tables, Ladders & Chairs | Target Center            | Minneapolis, Minnesota  | Dean Ambrose, Kurt Angle e Seth Rollins vs. Braun Strowman, Cesaro, Kane, Sheamus e The Miz em uma luta Tables, Ladders, and Chairs handicap 3 contra 5                                              |
| 25 de fevereiro de 2018 | Elimination Chamber           | T-Mobile Arena           | Paradise, Nevada        | Braun Strowman vs. Elias vs. Finn Bálor vs. John Cena vs. Roman Reigns vs. Seth Rollins vs. The Miz em uma luta Elimination Chamber por uma luta pelo Campeonato Universal da WWE na WrestleMania 34 |